# زیارتگاه سید جلال‌الدین چهارمنار
زیارتگاه امیر سید جلال‌الدّین حسن، منتسب به دوران قاجار، در شهر یزد، خیابان شهید رجایی (ایرانشهر)، محله چهارمنار، کوچه شهید زابلی، واقع شده و این اثر در تاریخ ۹ بهمن ۱۳۸۴ با شمارهٔ ثبت ۱۳۹۰۹ به‌عنوان یکی از آثار ملی ایران به ثبت رسیده است .

## معماری فضای زیارتگاه
بنای آرامگاه سید جلال‌الدین، ساختمانی کوچک متشکل از دو صفه، یک ایوان و فاقد هرگونه آرایه تزئینی است. این زیارتگاه، واجد دو مدخل ورودی بوده و پوشش داخلی آن با گچ اندود شده است. ازاره بنا تا ارتفاع یک متری از سنگ ساخته شده و کف آن نیز با موزاییک مفروش گردیده است. دو عدد در مشبک رنگین از الحاقات متأخر بنا به شمار می‌رود. گنبد بقعه، دارای قوس ناری خمیده می‌باشد .

در میان اجزای این مجموعه، آرامگاه سید جلال‌الدین حسن با سنگ مرمر فاخره‌ای مزین گردیده که به همت اهالی چهارمنار، به ویژه حسن ناصربافقی مشهور به «حسن پهلوون»، تهیه و نصب شده است. این سنگ مزار مرمرین، هم‌اکنون توسط ضریحی تماما شیشه‌ای به رنگ سبز، محافظت می‌شود.

## آشنایی با خاندان سید جلال‌الدین حسن

ضریح شیشه‌ای و سنگ مزار مرمرینِ مرقد سید جلال‌الدین حسن چهارمنار.پاییز۱۳۸۷ خورشیدی

خاندان سید جلال‌الدین حسن از سادات محترم و متمول یزد در عصر صفوی بودند. سید جلال‌الدین حسن از سادات عریضی یزد و از نسل امامزاده ابو جعفر بود و با بیست و پنج واسطه نسب وی به مولا جعفر صادق می‌رسید . پس از آنکه با اعمال سیاست‌های مرکزگرایانه شاه عباس بزرگ، قدرت از خاندان نعمت‌اللهی در یزد گرفته شد، اداره امور مالی یزد به خاندان او واگذار شد.

در دوره‌ای از حکومت شاه عباس، سید جلال‌الدین حسن با سفر به اصفهان و تقدیم درخواست خود به شاه، خواستار عدم حضور مأموران دیوان در یزد گردید و خود عهده‌دار جمع آوری مالیات به شیوه‌ای ملایم‌تر از مردم شد. او مالیات مستمری یزد را پس از جمع‌آوری به حکومت مرکزی پرداخت می‌نمود و حتی گاه از دارایی خود، مالیات برخی از مردم را پرداخت می‌کرد تا ساکنان یزد دچار ایذاء و آزار مأموران حکومتی نشوند .

سید جلال‌الدین از تمکن مالی خوبی برخوردار بود و قصر-باغ‌های متعددی در اهرستان و املاک و مستغلات فراوانی از جمله در شمس‌آباد میبد در تملک داشت .

کاشی‌کاری سردر زیارتگاه سید جلال‌الدین حسن، مُزیّن به تاریخِ ولادت و وفات صاحب مرقد.پاییز۱۳۸۷ خورشیدی

شجره‌نامهٔ امیر سید جلال‌الدین حسن، که در آرامگاه وی نگهداری می‌شود، به گواهی آن، وی از نوادگان امام جعفر صادق است

براساس شجره‌نامه موجود در بقعه وی، سال تولد ۱۰۴۴ و سال وفات ۱۰۸۴ هجری قمری ذکر شده است. اما مستوفی بافقی این تاریخ وفات را مربوط به فرزند او، میرزا صادق می‌داند .

به هر حال، پس از درگذشت سید جلال‌الدین حسن، فرزندش میرزا صادق مسئولیت امور کلانتری و مالی یزد را به دست گرفت و پس از او، فرزندش میرزا جلال‌الدین حسن دوم ( همنام پدربزرگ خود) یا جلیل الدین حسن  این مسئولیت را بر عهده گرفت . میرزا جلال‌الدین حسن نیز صاحب دو فرزند به نام‌های سلطان حیدر (فرزند بزرگتر) و میرزا محمد سعید (فرزند کوچکتر) بود .

به نظر می‌رسد میرزا جلال‌الدین حسن دوم و دو فرزندش در کاروانسرای حیدری (که به نام سلطان حیدر نامگذاری شده بود) مدفون شده‌اند. آرامگاه این سه نفر که با وجود سادگی، از زیبایی چشم‌نوازی برخوردار بود، در چنددهه پیش توسط شهرداری یزد تخریب گردید .

لازم به ذکر است خاندان سادات حیدری، از جمله آقا سیدجواد حیدری، از نوادگان سید جلال‌الدّین حسن به شمار می‌روند .

## نگارخانه

از چپ:شادروان حسن ناصربافقی (حسن پهلوان) درکنار حمیدرضا امیری، مجری رادیو یزد، در بقعۀ سید جلال‌الدین حسن.۱۳ امرداد ۱۳۹۷ خورشیدی